# Lysekil (Gemeinde)
Koordinaten: 58° 17′ N, 11° 26′ O

Die Gemeinde Lysekil liegt in der Provinz Bohuslän (Schweden)/Verwaltungsprovinz Västra Götalands län. Sie liegt etwa 100 Straßenkilometer nördlich von Göteborg.

## Geographie
Die Gemeinde Lysekil erstreckt sich längs des 25 km langen Gullmarsfjordes, der die Gemeindegrenze nach Süden bildet, umfasst aber auch die Insel Skaftöland, üblicherweise als Skaftö bezeichnet, südlich des Fjordes und die vorgelagerten Schären. Das Schärengebiet ist teilweise alte Kulturlandschaft. Der Gullmarsfjord weist ein einzigartiges marines Biotop auf.
Es ist immer wieder Gespräch, eine Brücke über den Gullmarsfjord zu errichten. Diese würde die derzeit zwischen Finnsbo und Skår/Bokenäs verkehrenden Fähren ersetzen und die Reisezeit zwischen Lysekil und der E6 bei Torp sowie zur Insel Skaftö um etwa 20 Minuten verkürzen. Derzeit (2016) wird der Bau einer durch Gebühren finanzierten Pontonbrücke diskutiert.
Zwischen Lysekil und Fiskebäckskil verkehrt eine regelmäßige Personenfähre.

## Wirtschaft
Etwa ein Drittel der Bevölkerung ist in der Industrie beschäftigt, die sich auf den Hauptort Lysekil und Brastad konzentriert. Lysekil hat auch einen wichtigen Handelshafen mit Verbindungen vor allem nach Europa.
Bekannte Unternehmen in der Gemeinde Lysekil:
- Preem (Ölraffinerie), etwa 15 km nordöstlich von Lysekil
- Lysekils (Fischkonserven, in Deutschland als Lysell auf dem Markt)
- Husqvarna (Nähmaschinen), im Ortsteil Brastad.

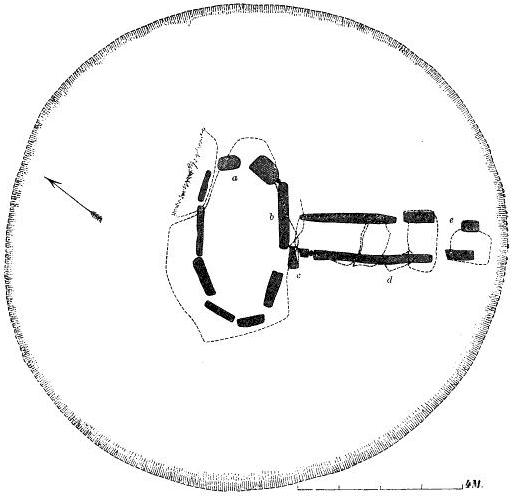
Ganggrab Brastad 91:1

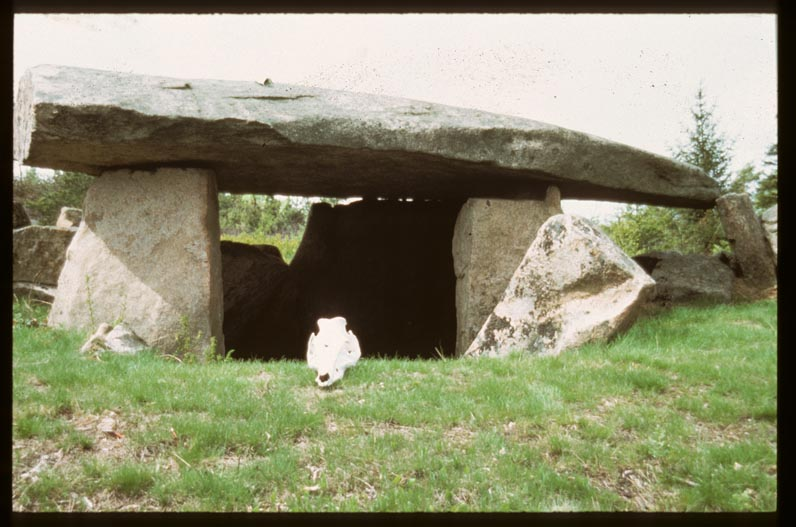
Steinkammer Lyse 64:1

Ein anderer wichtiger Wirtschaftszweig ist der Fremdenverkehr, insbesondere in der Stadt Lysekil selbst und in Fiskebäckskil, der in den letzten Jahrzehnten an Bedeutung gewonnen hat.
In Lysekil liegen die Dolmen und Ganggräber Brastad I, II und III und Bro I und II sowie die Petroglyphen von Backa.

## Ortschaften in der Gemeinde Lysekil
- Lysekil
- Brastad
- Rixö
- Brodalen
- Skalhamn
- Sämstad

Auf der Insel Skaftö
- Grundsund
- Fiskebäckskil
- Rågårdsvik

## Inseln in der Gemeinde Lysekil
- Skaftö
- Gåsö
- Stora Kornö
- Lilla Kornö

## Politik
Ergebnis der Gemeinderatswahlen für die Wahlperiode 2014–2018:
| Partei                | Stimmenanteil | Mandate |
| Socialdemokraterna    | 25,3 %        | 7       |
| Liberalerna           | 8,7 %         | 3       |
| Moderaterna           | 8,5 %         | 3       |
| Kommunistiska Partiet | 6,6 %         | 2       |
| Vänsterpartiet        | 6,2 %         | 2       |
| Kristdemokraterna     | 2,9 %         | 1       |
| Miljöpartiet          | 5,1 %         | 2       |
| Centerpartiet         | 4,7 %         | 1       |
| Lysekilspartiet.nu    | 22,6 %        | 7       |

## Söhne und Töchter der Gemeinde
- Johan Brunström (* 1980), auf Fiskebäckskil geborener Tennisspieler